# Tephritis headricki
Tephritis headricki är en tvåvingeart som beskrevs av Goeden 2002. Tephritis headricki ingår i släktet Tephritis och familjen borrflugor.
Artens utbredningsområde är Kalifornien. Inga underarter finns listade i Catalogue of Life.